# 팬시베어
팬시베어(Fancy Bear)는 러시아의 해킹 단체로 주로 국가의 정당들을 공격한다. 정당 뿐 아니라 세계반도핑기구(WADA)를 해킹한 이력이 있고 각종 보안업체와 기업을 해킹한 이력 또한 있다. 비슷한 해킹 단체로 샌드웜 멀웨어(sandworm), AFK13 등이 있다.

## 역사
독일의 연방정보국에서 발행한 2016 연간보고서에 의하면 팬시베어를 비롯한 러시아의 해킹 단체가 대표적으로 독일을 대상으로 공격을 하는 이유는 정치적 영향력을 행사하기 위한 은밀한 작전으로 보인다. 독일이 유럽연합에서 큰 영향력을 행사하고 있기 때문이다. 러시아와 우크라이나 그리고 크리미아 사이의 분쟁으로 유럽연합은 러시아에게 경제적인 제재를 가하고 있는 상황에서 러시아가 독일에게 타격을 가하는 것 또한 이러한 상황을 벗어나기 위한 하나의 방법으로 추측할 수 있다.
러시아가 국가의 정치적인 부분에 영향을 미친 부분은 독일 뿐만이 아니다. 미국의 트럼프 대통령이 당선될 당시에도 경쟁자인 민주당의 힐러리 클린턴의 이메일 유출 사건으로 인하여 지지율의 판세가 뒤집어져 트럼프 대통령이 당선되는 것에 일조한 것이라는 평가가 있다. 오바마 정부는 소위 러시아 게이트 사건에 대하여 적극적인 조사 결과 결국 해킹을 통한 미국 대선에 개입하기 위한 러시아의 소행으로 결론지었다. 미국 대선 기간 동안 트럼프 대통령은 러시아에 우호적인 발언을 한 것으로 보아 직접적인 개입에 이바지 하는 발판이 되었음을 알 수 있다.

## 프랑스 대선
프랑스 대선 또한 러시아 개입의 공격을 받은 것으로 보인다. 파이낸셜타임스에 의하면 러시아 크렘린궁의 지원을 받는 APT28이 유력한 용의자로 보인다고 보도한 내력이 있다. APT28은 러시아군 정보총국(GRU)과 관련된 해커 단체로 알려져 있다. 러시아의 해커 단체가 프랑스 대선에 개입한 이유 또한 러시아에 비판적인 자세를 취해온 마크롱의 당선을 막기 위해서라는 것이 지배적인 관측이다.
실제로 발레리 게라시모프 러시아군 참모총장은 2013년에 발표한 논문을 통해 지정학적 목표를 달성하기 위해서는 외교와 군사 뿐만 아니라 정보전을 이용할 필요가 있다고 의견을 낸 적이 있다. 이제는 SNS 등의 정보매체에서도 유럽 내의 극우파가 등장하면서 허위 뉴스를 보도할 수도 있고 러시아에 우호적인 정치인을 지원하는 방법도 실현할 수 있다. TV, 라디오, 댓글 부대를 운영하면서도 전략을 펼치기도 한다. 그 중에도 가장 심각한 것은 미국과 프랑스의 사례처럼 민주주의 정치에 가해지는 직접적인 사이버 공격이다. 이러한 활동의 궁극적 목표는 러시아에 대한 우호적인 여론을 조성하기 위함으로 보인다.

## 같이 보기
- 코지 베어

## 참고 문헌
- 시사저널-극우세력 당선 위해 러시아는 세계 선거 개입 중 보관됨 2017-10-28 - 웨이백 머신 | 2017-05-08 17:28:18 | 김회권 기자
- 시사저널-정보보안을 이해하기 위한 핵심 단어, ‘지정학’ | 2017-07-06 17:03 | 문가용 기자